# Hyperythra bocki
Hyperythra bocki är en fjärilsart som beskrevs av Charles Oberthür 1912. Hyperythra bocki ingår i släktet Hyperythra och familjen mätare. Inga underarter finns listade i Catalogue of Life.